# Pu-Erh

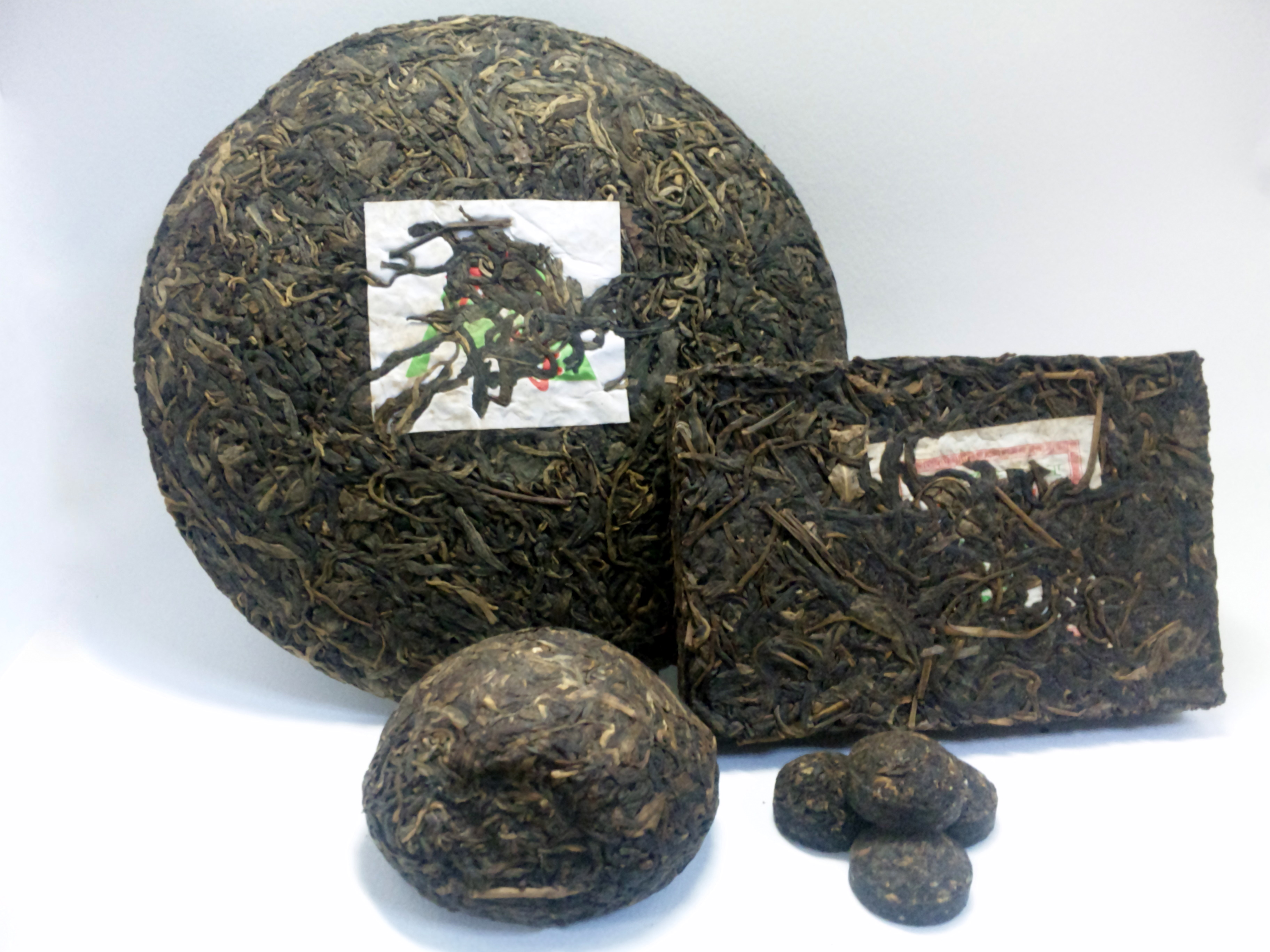
Verschiedene Formen von gepresstem Pu-Er Tee

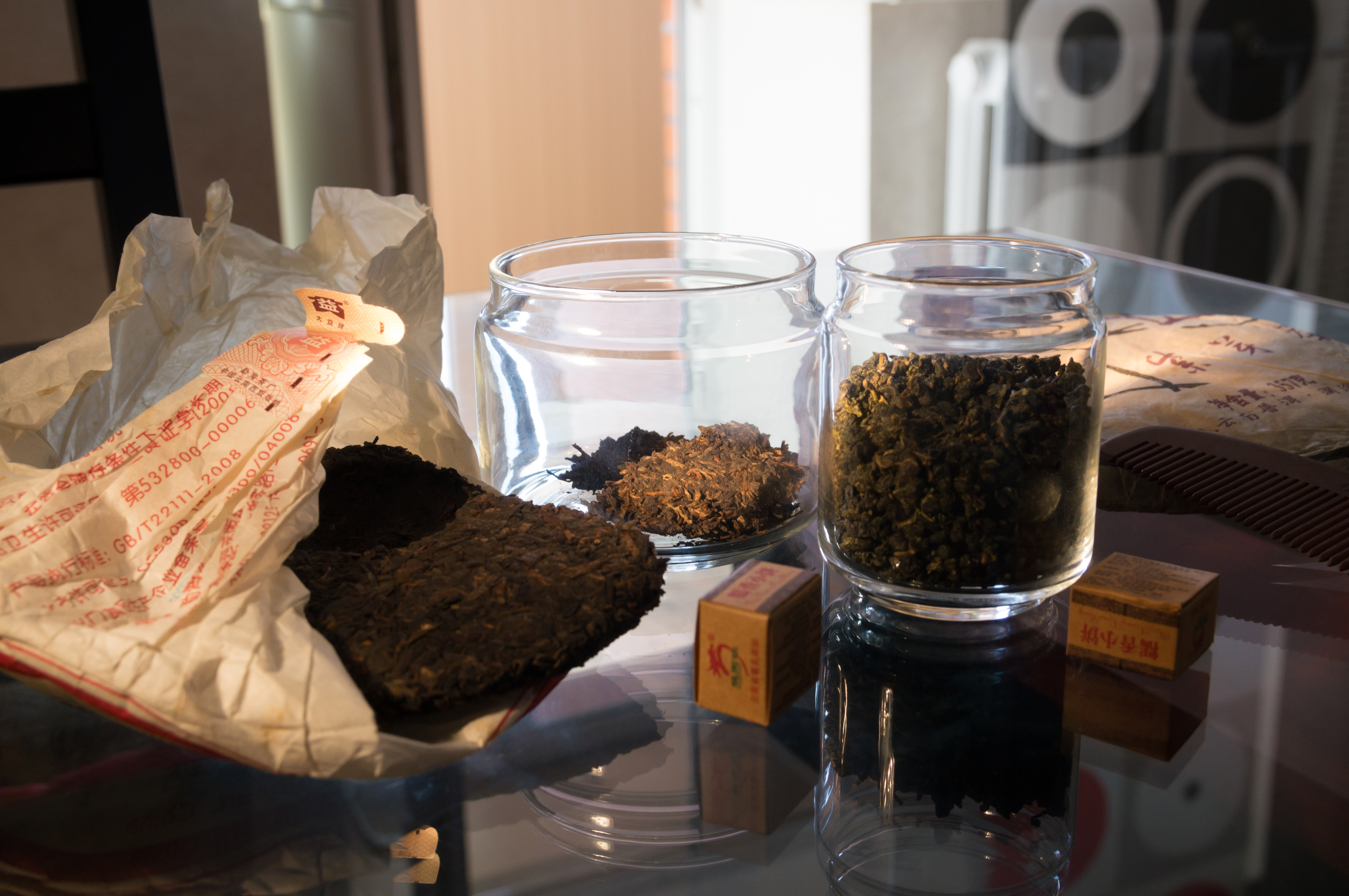
Pu-Erh Tee

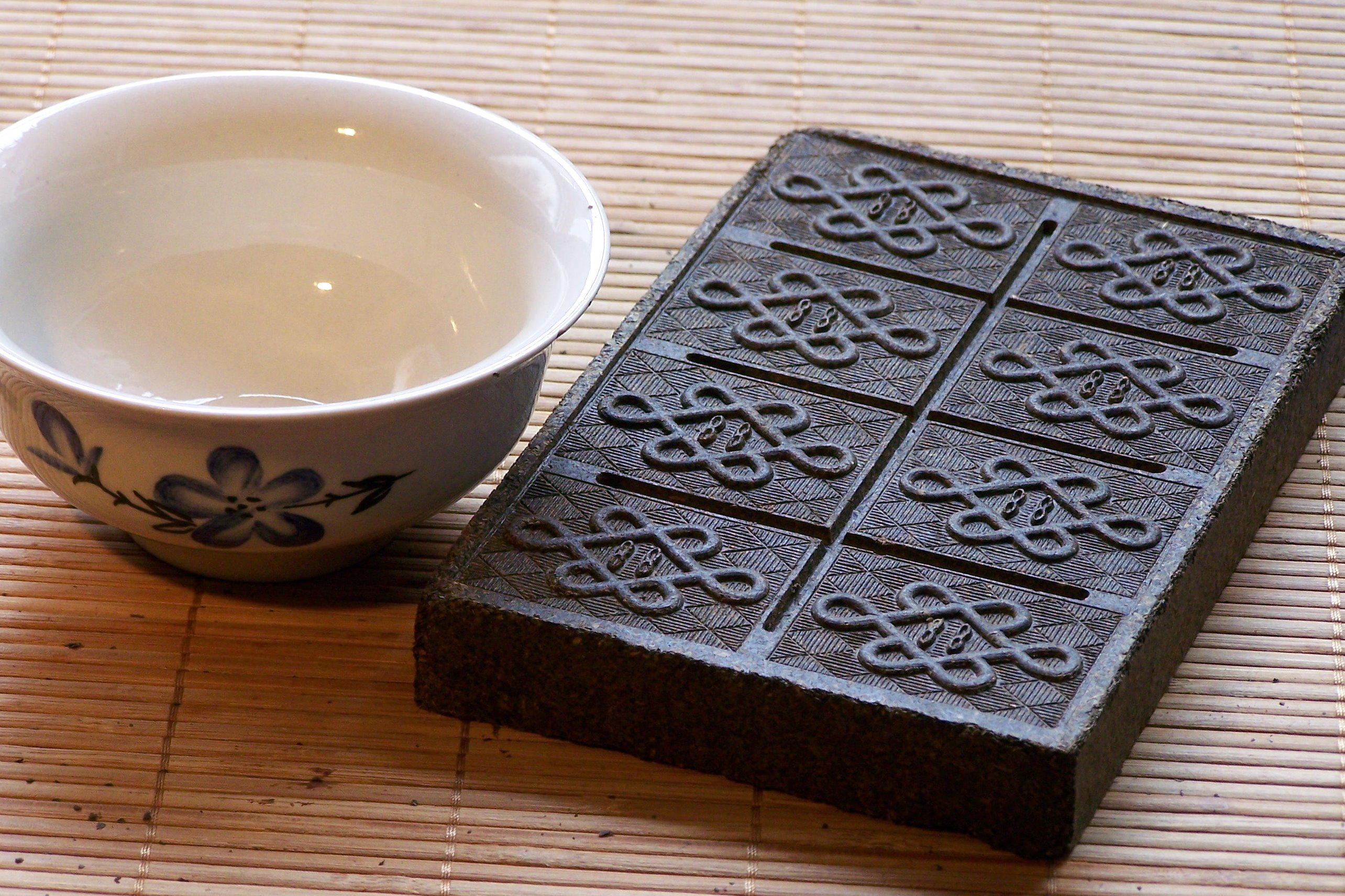
Ziegeltee

Pu-Erh, nach der Pinyin-Orthographie Pu’er oder Pu’Er, (chinesisch 普洱茶, Pinyin pǔ'ěr chá, W.-G. p’u-êrh ch’a – „Pu’er-Tee“) a ist eine Teesorte, die in der südchinesischen Provinz Yunnan aus Blättern der Assam-Variante der Teepflanze (Camellia sinensis var. assamica (L.) O. Kuntze) hergestellt wird, die in der Grenzregion zwischen Südchina, Myanmar, Laos und Vietnam heimisch ist und heute in verschiedenen Cultivaren angebaut wird. Die zur Herstellung von Pu-Erh bestimmten Teeblätter werden nach ersten Verarbeitungsschritten in Formen gepresst und getrocknet. Der gepresste Tee kann über Jahre bis Jahrzehnte hinweg aufbewahrt werden und dabei weiter reifen.
Der Aufguss ergibt einen dunklen rotbraunen Tee mit erdigem, würzigem Geschmack. Pu-Er zählt in China zur Kategorie des 黑茶,  hēi chá. b Seine Herstellungsweise unterscheidet Pu-Er von schwarzem Tee, der in China als 红茶,  hóng chá c bekannt ist. Schwarzer Tee oxidiert, d. h. die Polyphenole im Tee reagieren mit dem Sauerstoff aus der Luft. Beim Pu-Erh Tee hingegen sind Mikroorganismen aktiv, die die Bestandteile der Teeblätter im Zuge ihrer Stoffwechselprozesse verändern. Pu-Erh-Tee und nachfermentierter Tee aus anderen Regionen der Welt – der Großteil vorwiegend aus China, sind damit die einzigen wirklich fermentierten Tees.
Gepresster Tee ist in verschiedenen Teeanbau-Regionen der Welt bekannt, doch nur der in der Region um die frühere Teehandelsstadt Pu’er in Yunnan erzeugte Tee darf seit 2008 den geschützten Handelsnamen Pu-Erh tragen.

## Teeanbau in Yunnan

### Geschichte

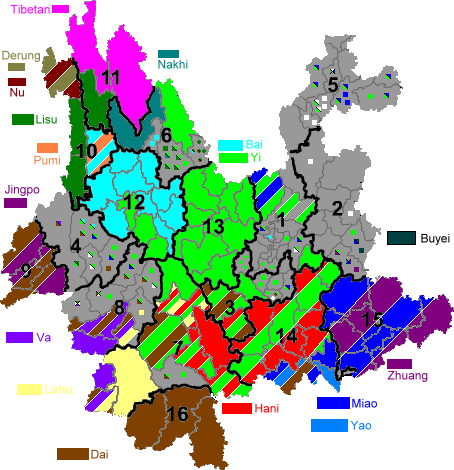
Ethnische Vielfalt in der Provinz Yunnan: Stadt Lincang (8), Stadt Pu’er (7), autonomer Bezirk Xishuangbanna (16)

Pu-Erh wird in Yunnan überwiegend in drei Regionen am Oberlauf des Mekong-Flusses angebaut: im autonomen Bezirk Xishuangbanna der Dai und im administrativen Stadtgebiet von Pu’er und Lincang.
Spätestens seit dem 10. Jahrhundert diente zu Teeziegeln oder -fladen gepresster Tee wegen seiner besseren Haltbarkeit und Transportfähigkeit als Handelsware, die auf den Teerouten über weite Entfernungen transportiert und in den nördlichen und westlichen Grenzregionen Chinas gegen Waren und Pferde getauscht wurde.
Der Teeanbau und die Verarbeitung lagen trotz der wirtschaftlichen Bedeutung für das chinesische Kaiserreich bis ins 14. Jahrhundert in den Händen der einheimischen Ethnien Yunnans, der Blang, Wa, De’ang, Hani, Akha, Lahu und Jino. Im 13. Jahrhundert eroberten die Yuan-Kaiser die Region; eine gezielten Bevölkerungspolitik führte zur Einwanderung von Han-Chinesen aus dem Norden und Südosten Chinas. Han-chinesische Teehändler ließen sich dort erst im frühen 18. Jahrhundert nieder. Im späten 19. und frühen 20. Jahrhundert beherrschten sie den Teehandel. Obwohl die Zuwanderer einen tiefgreifenden Einfluss auf die Kultur und Wirtschaft ausübten, blieb die ausgeprägte ethnische und kulturelle Vielfalt in Teilen erhalten und prägt auch das moderne China seit Beginn der Reform- und Öffnungspolitik in den 1980er Jahren.

### Biodiversität
Die breitblättrige Assam-Variante der Teepflanze ist ursprünglich heimisch in der Provinz Yunnan und ihren Nachbarregionen im Südwesten Chinas (Sichuan, Guangxi und Guizhou) sowie in Laos, Vietnam, Myanmar, Kambodscha und Nordost-Indien. Diese Regionen weisen eine besonders hohe Biodiversität auf. Die verschiedenen Habitate und lokalen Varietäten der Teepflanze, aus denen Pu-Erh gewonnen wird, führen zu großer genetischer, pflanzenchemischer und geschmacklicher Vielfalt des dort produzierten Tees. Heute sind 4 Kategorien, 31 Arten und 2 Varietäten der Teepflanze in Yunnan bekannt, von denen 25 Arten und 2 Varietäten nur in Yunnan vorkommen. Wild wachsende Arten wie Camellia taliensis, C. grandibractiata, C. kwangsiensis, C. gymnogyna, C. crassicolumna, C. tachangensis, C. ptilophylla und C. irrawadiensis können durch zufällige oder im Rahmen von Züchtungen gewollte Introgression neue Varietäten bilden.

### Anbauformen
Die gezielte Teeproduktion in speziellen Anbausystemen reicht in dieser Region etwa 1000 Jahre zurück. Als GIAHS-Pilotstätte ist das „Traditionelle Pu'er Tee-Agrosystem“ von der FAO anerkannt.
Tee wird in Yunnan entweder von wild wachsenden Teepflanzen gewonnen, in Agrarwäldern oder Mischkulturen, oder aber in Monokultur in Teeplantagen angebaut. Die Kultur in Wäldern oder in gemischtem Anbau geht auf die jahrhundertealte Tradition der Blang, Akha und Lahu-Ethnien Yunnans zurück. Teepflanzen in Agrarwäldern wachsen als zwei bis acht Meter hohe Bäume in durch gezielte Rodung ausgelichteten Waldgebieten von ca. 0,5 bis 3 Hektar Fläche. Die Teebäume werden dabei von größeren Bäumen beschattet, unter ihnen wachsen bodendeckende Pflanzen. Das Ökosystem der Agrarwälder gleicht noch dem des ursprünglichen Waldes, so dass auf agrochemische Produkte verzichtet werden kann. Teeanbau in Terrassen kam in Yunnan erst in den 1970er Jahren auf.

### Anbaugebiete
Pu-Erh wird in vielen Präfekturen und autonomen Bezirken der Provinz Yunnan hergestellt, darunter in Lincang, Dehong, Simao, Xishuangbanna und Wenshan. Von historischer Bedeutung ist das Anbaugebiet der Sechs Großen Teeberge (六大茶山,  Liù Dà Cháshān) in Xishuangbanna am Ostufer des Mekong:
1. Gedeng Shan (革登山,  Gédēng Shān)
2. Yiwu Shan (易武山,  Yìwǔ Shān)
3. Mangzhi Shan (莽枝山,  Mǎngzhī Shān)
4. Manzhuan Shan (蛮砖山,  Mánzhuān Shān)
5. Yibang Shan (倚邦山,  Yǐbāng Shān)
6. Yōulè Shan (攸乐山,  Yōulè Shān)

Bis zur Einwanderung der Han-Chinesen in der zweiten Hälfte des 17. Jahrhunderts wurde Tee in dieser Region von den einheimischen Völkern unter der Oberherrschaft der Dai-Aristokratie in Jinghong angebaut; mit der Einwanderung erweiterte sich die Anbaufläche. Der lose Tee wurde von den Produzenten vorab grob verarbeitet und an Han-Kaufleute verkauft, die den Tee in kommerziellen Manufakturen (darunter Song Ping Hao und Tong Qing Hao, deren Produkte heute Sammelobjekte darstellen) weiterverarbeiteten, pressten und in den Handel brachten. Der Handel mit Tee vom Yiwu Shan prosperierte Ende des 18. Jahrhunderts. Handelsbeziehungen bestanden mit Beijing, Südostasien, Hong Kong und Tibet. Zur Zeit der Qing-Dynastie wurden die indigenen Machthaber schrittweise durch chinesische Regierungsbeamte abgelöst. 1729 wurde die Präfektur von Pu'er eingerichtet. Von 1732 bis 1904 wurde Tee von den Sechs Bergen als Tributtee (贡茶,  gong chá) an den kaiserlichen Hof geschickt. Der Teehandel bestand während der Zeit der Republik China (1912–1949) weiter und kam erst während des Zweiten Weltkriegs und des Bürgerkriegs bis 1949 zum Erliegen. Bis in die 1990er Jahre produzierte das Anbaugebiet lediglich Rohmaterial für die staatlichen Teefabriken. Ende der 1990er Jahre erwachte das Interesse taiwanesischer Teesammler an alten, gereiften Tees aus der Region, und die Produktion wurde wieder aufgenommen.
Die Kulturlandschaft der alten Teewälder des Jing-Mai-Berges (景迈山古茶林,  Jǐngmài Shān Gǔchálín) in Pu’er im Süden der Provinz Yunnan wurde im September 2023 in die Liste des UNESCO-Weltkulturerbes aufgenommen.

## Verarbeitung

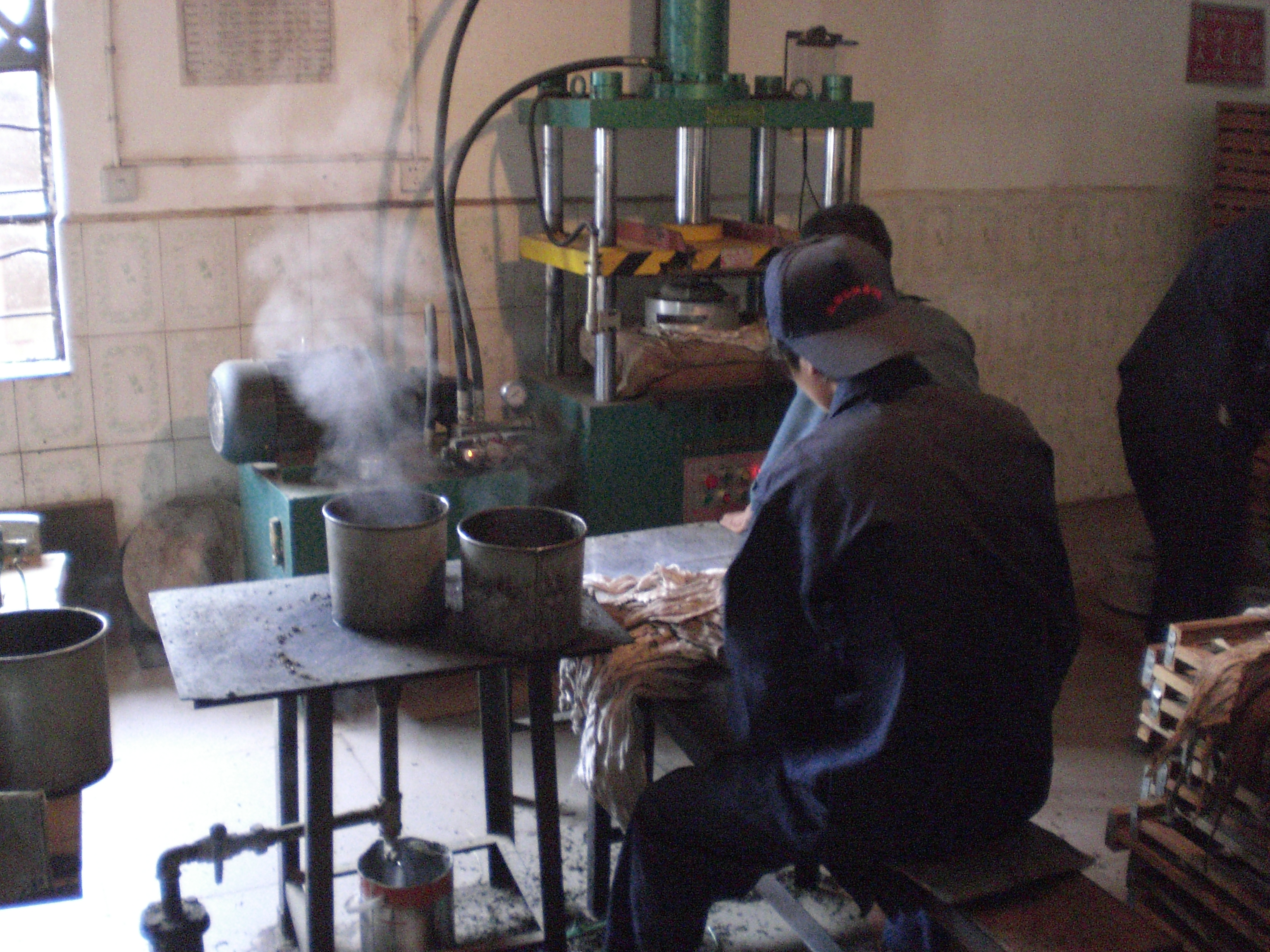
Pressen von Pu-Erh

Pu-Erh wird heute nach zwei Verfahren hergestellt, die weiterhin nebeneinander bestehen. Beiden Verfahren gemeinsam ist das Ausgangsprodukt, der durch Welken, Dämpfen und Rollen von grünem Tee erzeugte Rohtee (毛茶,  máo chá – „grüner Rohtee“). Dieser kann getrocknet und in Form loser Blätter in den Handel kommen.

### Roher (Sheng) Pu-Erh
Nach dem traditionellen Verfahren wird Máo Chá in Formen gepresst. Frisch gepresster Tee 生茶,  shēng chá – „roher Tee“ reift zu 老生茶,  lǎo shēng chá – „alter/reifer roher Tee“ weiter. Dieser Prozess kann Jahre bis Jahrzehnte anhalten.
Das spätestens seit der Songzeit (960–1279) bekannte und bis in die 1960er Jahre übliche traditionelle Verfahren diente ursprünglich der Haltbarmachung des grünen Tees für den Transport und Fernhandel. Hierzu werden die Teeblätter an der Sonne gewelkt, gedämpft und unter kontrollierter Hitze in Fladen-, Ziegel- oder Kugelform gepresst. Während des Transports oder der Lagerung reift der Tee durch zwischen den natürlichen Bestandteilen der Teeblätter ablaufende Reaktionen weiter. Die Reifungsdauer betrug mindestens fünf Jahre; mit zunehmendem Alter gewinnt der Tee an Geschmack. Bei diesem Verfahren spielen Mikroorganismen eine entscheidende Rolle.

### Reifer (Shu) Pu-Erh
1972 wurde in der staatlichen Teefabrik von Kunming ein für die Massenproduktion geeignetes, beschleunigtes Verfahren (渥堆,  wò duī – „feuchter Haufen“) entwickelt, bei dem der Rohtee eine kontrollierte Fermentation durchläuft, bevor er gepresst wird. Der so erzeugte Tee heißt 熟茶,  shú chá – „reifer Tee“ oder postfermentierter Tee. Der Tee ist nach wenigen Wochen handelsfertig, kann aber wie Sheng Pu-Erh weiter reifen.
Der Rohtee wird dabei mit Wasser befeuchtet, in einem geschlossenen Raum in langen, schmalen Haufen lose ausgebreitet und mit einer Strohmatte oder Plane bedeckt. Unter kontrollierten Bedingungen reift der Tee in einem durch Mikroorganismen den Schimmelpilzarten Penicillium, Aspergillus sowie Hefen vermittelten, der Kompostierung ähnlichen Fermentationsprozess. Die Zusammensetzung der Mikroorganismen unterliegt während des Fermentationsprozesses Veränderungen, die vom Reifegrad der Blätter und der herrschenden Temperatur und Feuchtigkeit abhängt. Das Verfahren nimmt nur etwa 48 Tage in Anspruch. Anschließend wird der Tee gepresst.

### Fermentierungsprozess
Die Fermentation von Pu-Erh erfolgt weitgehend im trockenen Zustand; Feuchtigkeit bzw. Wasser spielt dabei keine besondere Rolle. Im Wesentlichen reagieren Polyphenole mit den Enzymen der Blätter (Endo-Oxidation) und mit Mikroorganismen (Exo-Oxidation). Darüber hinaus verstoffwechseln die Mikroorganismen Kohlenhydrate und Aminosäuren aus den Blättern. Die Zusammensetzung der am Fermentationsprozess beteiligten Mikroorganismen unterscheidet sich von Region zu Region und sogar zwischen einzelnen Fabriken, doch Aspergillus (A.) niger wird am häufigsten nachgewiesen. Weitere am Fermentationsprozess beteiligte Aspergillus-Arten sind A. luchuensis und A. acidus.

### Pressen
Traditionell werden die losen Teeblätter in ihre Form gepresst, indem sie zunächst in einem Metallzylinder für etwa 10 Sekunden gedämpft und anschließend in einem Stoffbeutel von Hand zu einer Kugel geformt werden. Anschließend wird der Tee unter einem Steingewicht, auf dem ein Mensch steht, in die gewünschte Form gepresst. Während dieses Verfahren noch im Gebiet der Sechs Großen Berge angewendet wird, wird Pu-Erh aus Menghai heute meist maschinell gepresst.

## Klassifikation
Pu-Erh wird klassifiziert nach der Anbaumethode, Pressform, Herstellungsart, Anbauregion und Herstellungszeit.

### Anbaumethode
Pu-Erh kann auf verschiedene Arten angebaut werden, wobei Tee von wild gewachsenen Teebäumen den besten Ruf genießt:
- Plantagenbüsche (灌木,  guànmù; 台地,  taídì): Teebüsche aus Samen oder Stecklingen wild wachsender Teebäume, die in niedrigeren Höhen und auf flacherem Terrain angebaut werden, meist unter Verwendung von Kunstdünger und Pestiziden.
- Verwilderte Büsche (野放,  yěfàng): Die Büsche wachsen in von Menschen angelegten, aber verwilderten Plantagen.
- Wildbäume (古树,  gŭshù – „Alter Baum“): Tee von alten, wild wachsenden Büschen, auch von der Wildart Camellia taliensis[26]

### Pressformen
| Bild | Bezeichnung                                | Beschreibung |
| ---- | ------------------------------------------ | --- |
|      | 饼茶, Bǐngchá „Kuchentee oder Scheibentee“ | Runde, flache Scheibe, Gewicht zwischen 100 g bis über 5 kg, die häufigsten Formen wiegen 357, 400 und 500 g. Je nach Pressform kann der Rand der Scheibe abgerundet oder gerade ausfallen. Traditionell werden je sieben bing zu einem Gebinde zusammengepackt. Auf der Abbildung ist im Teekuchen das Nèi fēi ‚Innere Handelsmarke‘ genannte Etikett zu sehen.        |
|      | 沱茶, Tuóchá – „Knauftee“                  | Konvexe, knaufartige Form. Gewicht 3 g bis 3 kg oder schwerer, am häufigsten sind Kuchen zu 100, 250 und 500 g. Der Name tuocha ist aus der Pressform abgeleitet, könnte aber auch in Verbindung mit der alten Teeroute über den Tuo-Fluss stehen. In früherer Zeit besaßen die tuocha-Kuchen ein Loch in der Mitte, um sie für den Transport auf ein Seil aufzufädeln. |
|      | 砖茶, Zhuānchá – „Ziegeltee“               | Dicker, rechteckiger Teeblock oder Teeziegel, zwischen 100 g und 1 kg schwer; Zhuancha-Ziegel wurden auf den historischen Teerouten transportiert. |
|      | 方茶, Fāngchá – „Quadertee“                | Flacher Teequader, 100–200 g schwer. |
|      | 紧茶, Jǐnchá „Pilztee oder Pilz“           | Wörtlich „fester Tee“ oder „dichter Tee“, geformt wie ein túochá von 250–300 g, jedoch mit einem „Stiel“ anstelle einer konvexen Rückseite, so dass die gepresste Form einem Pilz ähnlich sieht. |
|      | 龙珠, Lóngzhū – „Drachenperle“             | Kleine Kugel- oder Rollenform, geeignet für eine Einzelportion von 5–10 g. |
|      | 金瓜, Jīnguā – „Goldmelone oder Melone“    | Die Form ähnelt dem tuóchá, ist aber größer, der dickere Körper ist mit Streifen wie bei einer Melone dekoriert. Diese Form wurde für den kaiserlichen „Tributtee“ (贡茶) gewählt. |

### Herstellungsjahr und Etikettierung

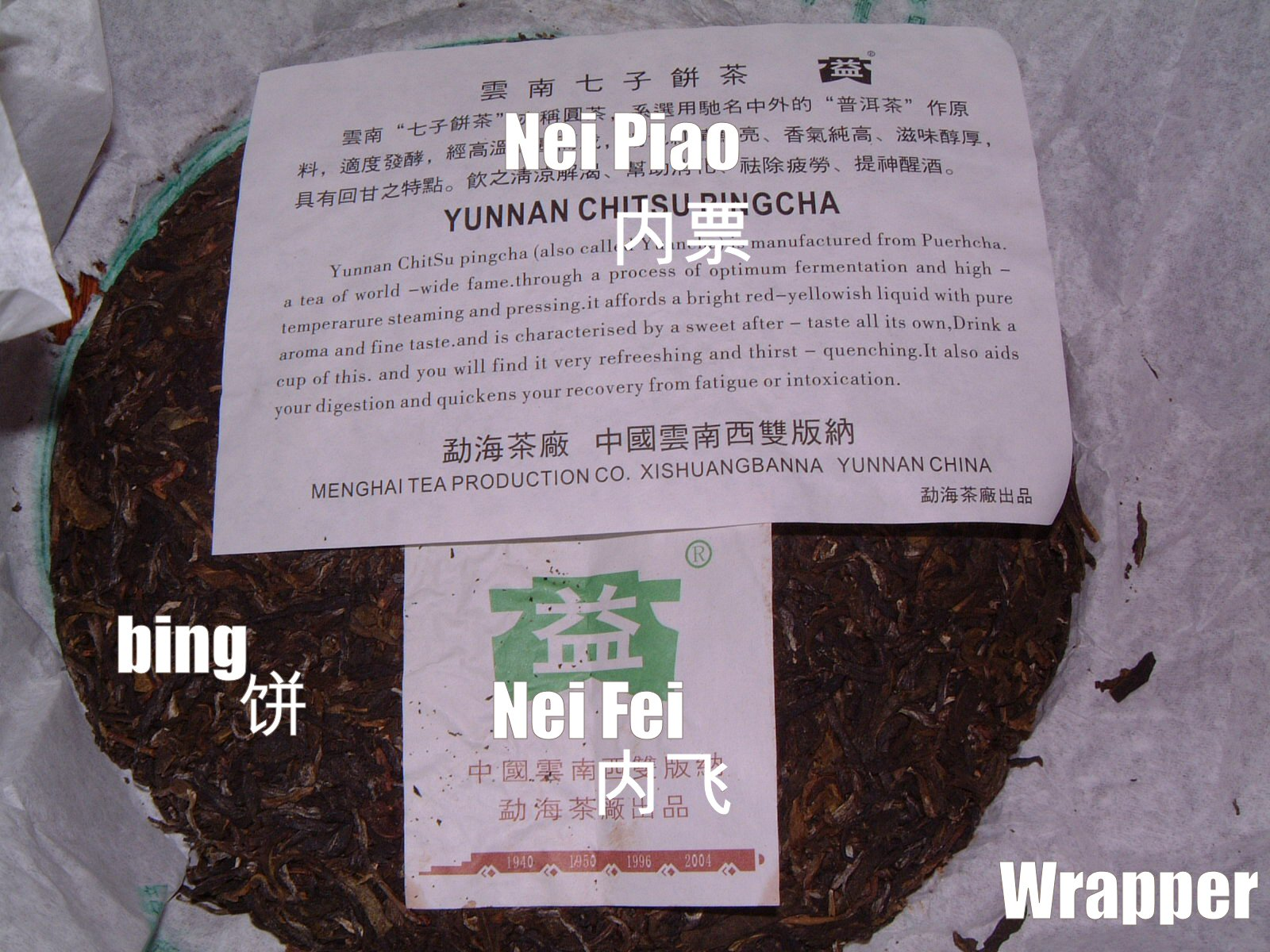
Etikettierung eines Teefladens (bing, 饼): Nèifēi, 内飞 (Handelsmarke), Nèipiào, 内票 (Verpackungsetikett), Wrapper (Papierhülle).

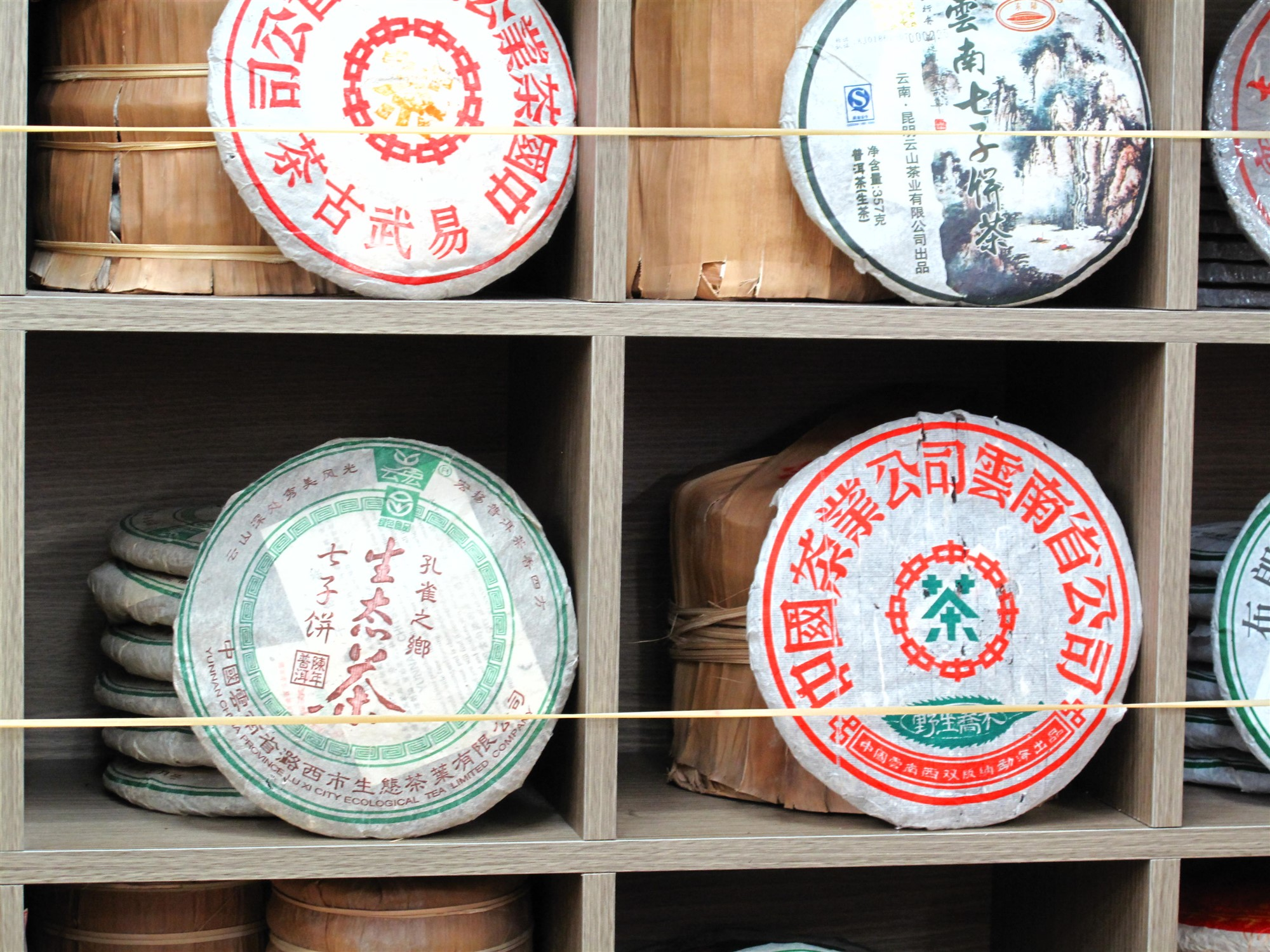
Bing mit dem Markenzeichen der China Tea Corporation, Yunnan Branch.

Da richtig gelagerter Pu-Erh reift, existieren noch teils Jahrzehnte alte Presskuchen, die auf Auktionen ähnlich hohe Preise erzielen wie alte Weine bekannter Weingüter.
Vor der Gründung der Volksrepublik China 1949 wurde Pu-Erh in geringen Mengen von privaten Unternehmen hergestellt, darunter die heute legendären Familienbetriebe Song Ping Hao und Tong Qing Hao. Die Hersteller waren nicht auf Tee spezialisiert, sondern handelten neben Tee mit anderen Agrarprodukten wie Reis. Aufgrund des relativ hohen Preises war die Nachfrage zu dieser Zeit gering. Die wenigen heute noch erhältlichen Presskuchen erzielen auf Auktionen seltener Teesorten Preise von mehreren hunderttausend Dollar. Stücke aus dieser Zeit wurden nicht wie heute in Papier eingewickelt, sondern besaßen nur ein sichtbar in den Tee eingebettetes Etikett (内飞,  nèi fēi – „innere Handelsmarke“); Gebinde wurden zusätzlich mit einem 内票,  nèi piào – „Verpackungsetikett“ versehen. Neben dem Tee selbst ermöglichen nur die Etiketten, die Teekuchen zuzuordnen oder verschiedene Marken derselben Firma zu unterscheiden, wie beispielsweise „Red label“ oder „Blue label“ Song Ping Hao.
Nach 1949 wurden sämtliche Betriebe verstaatlicht. Manche der in den 1950er Jahren gegründeten staatlichen Fabriken wie die 勐海茶厂,  měnghăi cháchăng – „Teefabrik von Menghai“ im autonomen Bezirk Xishuangbanna in Yunnan (gegr. 1940) produzieren noch heute. 1973 gehörte diese Firma zu den ersten, die das Fermentationsverfahren zur Herstellung reifen Pu-Erhs einführte. Zur besseren Kontrolle von Produktion und Qualität wurde 1950 die China Tea Corporation, Yunnan Branch gegründet. Die Papierverpackungen der Teekuchen trugen bis zur Privatisierung des Unternehmens 1996 als Markenzeichen das groß gedruckte Schriftzeichen cha (茶 chá) für ‚Tee‘, umgeben von einem Ring aus acht zhong (中 zhōng) für ‚Mitte‘.
1972 wurde die CNNP (China National Native Produce & Animal Byproducts Import & Export) gegründet, die die gesamte Produktion von Pu-Erh kontrollierte. Die drei größten Fabriken zu dieser Zeit standen in Menghai, Xiaguan (im autonomen Bezirk Dali) und in Kunming. Pu-Erh wurde unter dem Handelsnamen 七子饼茶,  qī zǐ bǐng chá – „Sieben-Söhne-Kuchentee“ vertrieben. Teekuchen aus dieser Zeit besitzen ein Nèi-piào-Etikett mit einer Beschreibung. Die Verpackungen weisen erstmals romanisierte Pinyin-Beschriftungen für den Export auf. Mit der Privatisierung der Teefabriken ab den 1990er Jahren vertrieben die Hersteller ihre Produkte unter eigenen Markenzeichen. Zum Schutz vor Fälschungen werden heute eigene Sicherheitsetiketten aufgeklebt.

## Zubereitung
In der chinesischen Teekultur wird Pu-Erh- wie auch Oolong-Tee nach der Gongfu-Methode aufgebrüht, die in Yunnan erfunden wurde. Dabei wird der Tee mit kochend heißem Wasser wiederholt für jeweils nur kurze Zeit aufgebrüht. Der erste Aufguss wird nach wenigen Sekunden abgegossen (der Tee wird „gewaschen“) und nicht getrunken.

## Wissenschaftliche Untersuchungen

### Laborstudien
Tierstudien an Ratten, die Pu-Erh-Teeextrakte mit dem Futter erhielten, zeigten verringerte Messwerte von LDL-Cholesterin und deckten in Verbindung mit In-vitro-Experimenten mögliche spezifische Mechanismen auf, durch welche natürliche Bestandteile der Teeblätter die Synthese von Cholesterin in Leberzellen hemmen können. Pu-Erh zeigte in der Zellkultur außerdem antimutagene und antimikrobielle Eigenschaften und vermochte das Wachstum von Tumorzellen zu hemmen.

### Beobachtungen an Menschen
Der Genuss von Pu-Erh ist – vergleichbar der japanischen Teezeremonie – eine identitätsstiftende soziale Praxis, die das Erleben von Geschmack, Wohlbefinden und Aufmerksamkeit betont. Eine Studie in Yunnan untersuchte die Wahrnehmung von 100 Personen, die grüne und reife Pu-Erhs aus unterschiedlichen Anbauformen (Kleinpflanzungen und Teeplantagen) und unterschiedlicher Verarbeitung tranken. Der Tee wurde nach der Gong-Fu-Methode zubereitet; Farb- und Geschmacksprofile der aufeinander folgenden Aufgüsse der einzelnen Teeproben wurden mittels HPLC und DPPH-Radikalfängertest erstellt. Gemessen wurde der Gesamtgehalt an Katechinen, Methylxanthinen und die Kapazität, freie Radikale zu fangen. Dabei zeigte sich, dass sowohl die Anbaubedingungen und Verarbeitungstechniken als auch die aufeinander folgenden Aufgüsse sich signifikant auf das chemische Profil – die Fähigkeit, freie Radikale zu fangen – sowie auf den Geschmack auswirkten. Die als bitter oder bittersüß beschriebenen Aufgüsse wiesen dabei die höchste Katechinkonzentration und die höchste Fähigkeit auf, freie Radikale zu absorbieren.
Randomisierte kontrollierte Studien über die gesundheitlichen Auswirkungen des längerfristigen Genusses von Pu-Erh sind derzeit nicht in medizinischen Datenbanken zu finden. Die Deutsche Gesellschaft für Ernährung widerspricht der Behauptung, Pu-Erh eigne sich als Appetitzügler, und warnt wegen des Koffein- und Theobromingehalts vor seinem übermäßigen Genuss.
In manchen Pu-Erh-Teesorten wurden sehr hohe Mengen Fluorid nachgewiesen, da sie im Allgemeinen aus älteren Blättern und Stängeln hergestellt werden, in denen sich Fluorid besonders ansammelt. In Gegenden wie Tibet, in denen viel gepresster Tee getrunken wird, hat der Genuss des Tees zu Fluorose geführt.

### Rolle der Mikroorganismen
Die Technik der Fermentation organischen Materials mit Hilfe von geeigneten Mikroorganismen dient der Haltbarmachung von Lebensmitteln; unter anderem findet eine Verdrängung pathogener Organismen und solcher, die die Nahrung verderben würden, statt. Eine Vielzahl von Mikroorganismen, vor allem Schimmelpilze der Arten Aspergillus und Penicillium, können in kürzlich verarbeiteten Teeblättern nachgewiesen werden. Sie treten auch zu späterer Zeit als Verunreinigung in unsachgemäß (zu warm, zu feucht) gelagertem Tee auf.
Aspergillus-Arten wurden in Naturprodukten wie Kaffeebohnen, Getreideprodukten, Milchpulver, Schokolade, Sojasoße und Tofu nachgewiesen; es besteht ein Zusammenhang mit Pilzinfektionen bei Patienten mit einer Neutropenie. Haas u. a. (2013) wiesen in 52,8 % der insgesamt 36 untersuchten Teeproben A. fumigatus nach, einen häufigen Erreger von Pilzpneumonien. Es wird daher immunsupprimierten Patienten geraten, nicht selbst mit trockenen Teeblättern umzugehen und Tee nur mit kochendem Wasser aufzugießen. Aufgrund des Herstellungsprozesses sei diese Vorsicht besonders bei Pu-Erh angebracht.
Von den Schimmelpilz-Arten, welche für die Fermentation notwendig sind, sind diejenigen zu unterscheiden, deren Toxine der menschlichen Gesundheit schaden können. Li u. a.(2015) wiesen an 30 repräsentativen Proben rohen – „unbehandelten“ – (sheng, 生) und „gereiften“ (shou, 熟) Pu-Erhs aus fünf Präfekturen der Provinz Yunnan mittels HPLC durchschnittliche Aflatoxin-B1-Konzentrationen von 8,333 μg/kg in Sheng- und 20,149 μg/kg in Shou-Pu-Erh nach. Alle Messwerte lagen unter dem in China zulässigen Grenzwert von 5–20 µg/kg, doch deutlich höher als die Grenzwerte in der EU (2 µg/kg), USA und Japan (10 µg/kg). Die Autoren dieser Studie kommen zu dem Schluss, dass die Aflatoxin-Belastung sich als Handelshindernis für die Teesorte erweisen könnte.
In der Studie von Haas u. a.(2013) wurden in Teeproben mit besonders hohem Gehalt an Ochratoxin A (0,65, 14.8 und 94.7 μg/kg, [Nachweisgrenze der Methode: 0.5 μg/kg], EU-Grenzwert für Kaffee: 5 µg/kg) Penicillium-Arten nachgewiesen, nicht aber A. acidus. Die Autoren der Studie vermuten, dass der besonders hoch toxinbelastete Tee nicht sachgemäß fermentiert worden sein könnte, so dass die pathogenen Arten während der Herstellung bevorzugt wachsen konnten. In welchen Konzentrationen sich das schlecht wasserlösliche Ochratoxin im Teeaufguss nachweisen lässt, wurde nicht untersucht; die traditionelle Empfehlung, den ersten Aufguss des Pu-Erh wegzugießen (den Tee zu „waschen“), erschien den Autoren jedoch geeignet, die Konzentration von Schimmelpilztoxinen im genussfertigen Tee zu verringern. Die richtige Lagerung des Tees verhindert ebenfalls eine Besiedelung durch schädliche Mikroorganismen.
/
Eine systematische Chromosomenanalyse der Arten, die an verschiedenen Fermentierungsprozessen in der asiatischen Nahrungsproduktion beteiligt sind, führte zur Entdeckung von Aspergillus (A.) luchuensis und A. acidus. Trotz nachgewiesener Besiedelung mit A. acidus konnten die von dieser Art produzierten, für Menschen schädlichen Toxine Ochratoxin A und Fumonisin B2 nicht in Pu-Erh- und Schwarztee nachgewiesen werden. Extrakte aus schwarzem und Pu-Erh-Tee können darüber hinaus die Produktion von Aflatoxinen durch A. flavus hemmen.
Auf dem Boden dieser Erkenntnisse wird zurzeit die Verbesserung des Fermentationsprozesses durch Optimierung der dabei beteiligten Mikroflora erforscht.